# Сона-Бананера
Сона-Бананера (исп. Zona Bananera) — муниципалитет на севере Колумбии, на территории департамента Магдалена. Административный центр — город Прадо-Севилья.

## История
Муниципалитет Сона-Бананера был выделен в отдельную административную единицу 9 августа 1999 года.

## Географическое положение

Муниципалитет Гуамаль

Муниципалитет Сона-Бананера расположен в северной части департамента. На севере и востоке граничит с муниципалитетом Сьенага, на юге — с муниципалитетом Аракатака, на западе — с муниципалитетом Пуэбло-Вьехо. Площадь — 446 км².

## Население
По данным Национального административного департамента статистики Колумбии, численность населения муниципалитета в 2015 году составляла 60 524 человек.
Динамика численности населения по годам:
| 2005   | 2006   | 2007   | 2008   | 2009   | 2010   | 2011   | 2012   | 2013   | 2014   |
| ------ | ------ | ------ | ------ | ------ | ------ | ------ | ------ | ------ | ------ |
| 57 004 | 57 295 | 57 615 | 57 942 | 58 277 | 58 625 | 58 964 | 59 332 | 59 699 | 60 104 |

Согласно данным переписи 2005 года мужчины составляли 51,9 % от населения Сона-Бананеры, женщины — соответственно 48,1 %. В расовом отношении белые и метисы составляли 74,9 % от населения города; негры, мулаты и райсальцы — 25,1 %.
Уровень грамотности среди всего населения составлял 79,2 %.

## Экономика
Основу экономики Сона-Бананеры составляет сельскохозяйственное производство (прежде всего выращивание бананов).

53,7 % от общего числа муниципальных предприятий составляют предприятия торговой сферы, 35,4 % — предприятия сферы обслуживания, 9,6 % — промышленные предприятия, 1,3 % — предприятия иных отраслей экономики.